# Ed Swearingen
Pour les articles homonymes, voir Swearingen.
Edward J. Swearingen, né le 12 septembre 1925 et mort le 15 mai 2014, est un ingénieur aéronautique autodidacte américain. Passionné d’aviation et d’électronique, ce Texan est l'auteur d'un certain nombre de conversions d'appareils existants. Il a ensuite créé sa propre entreprise de construction aéronautique et donné son nom à une famille de biturbopropulseurs d’affaires.

## Formé avecDee HowardetBill Lear
Né en 1925 dans une ferme de Lockhart, Texas, Ed Swearingen développe très jeune le gout de la mécanique. Enfant il réalise des modèles réduits et dès 13 ans dessine ses premiers avions. Après l’attaque de Pearl Harbor il entre comme employé civil au centre d’entretien du matériel aéronautique de l'Air Corps de Kelly Field, à San Antonio. La guerre terminée il prend des cours de pilotage et d’électronique. En mars 1947 il devient le premier employé de Howard Aero, entreprise de maintenance aéronautique fondée à Stinson Field par Dee Howard.
En 1950 Ed Swearingen est améné à travailler avec Bill Lear afin d’adapter un pilote automatique Lear F-5, conçu pour les jets, sur le Beech 18 d’un client de San Antonio et partenaire de golf de Bill Lear. Finalement embauché par Lear Inc, Ed Swearingen devient Directeur Assistant chargé de la Recherche et du Développement et participe activement au développement du Learstar, son premier programme de bimoteur d’affaires. En 1954 il renvient à San Antonio, devient vice-président de Howard Aero et prend en charge le développement du Howard Super Ventura. Après avoir participé au développement du Howard 500 et malgré les sollicitations de Bill Lear il décide de créer sa propre entreprise. Il fonde donc en 1958 à San Antonio, Texas, Swearingen Aircraft.

## Des succès techniques
À l’origine Ed Swearingen entendait surtout se présenter comme consultant auprès des constructeurs aéronautiques. Ses premiers clients furent Piper Aircraft, pour laquelle il développe le Piper PA-30 Twin Comanche, version bimoteur du Piper PA-24 Comanche et Bell Helicopter pour laquelle il travaille sur le projet Huey Cobra. On doit aussi à Ed Swearingen le premier avion Piper pressurisé, le Piper PA-42 Cheyenne.
Parallèlement il entreprend l’adaptation du nouveau moteur Lycoming IO-720 de 800 ch sur un Beechcraft Twin Bonanza. Avec quelques modifications supplémentaires, l’appareil devient Excalibur 800 et connait un certain succès. Viendra ensuite le Queenaire, modification similaire du Beechcraft Queen Air.

## Une carrière industrielle agitée

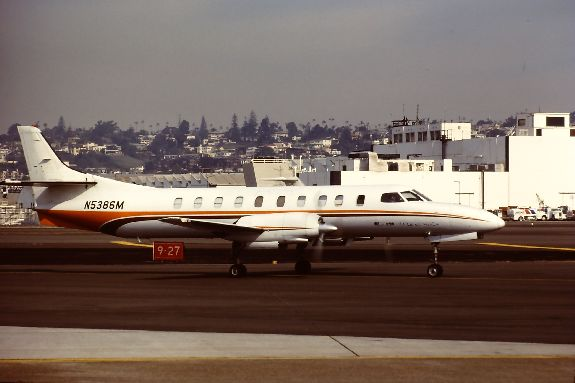
Un Swearingen SA-226 Merlin.

Fort de ses premiers succès, Ed Swearingen entreprend alors le développement du Merlin, bimoteur d'affaire pressurisé qui est rapidement équipé de turbopropulseurs et qui effectue son premier vol en 1965. Cet avion qui est directement en concurrence avec le Beechcraft King Air arrive au mauvais moment. La récession économique oblige Ed Swearingen à céder les droits sur les Excalibur et Queenaire à Excalibur Aviation Company en 1970 puis à déposer le bilan en 1971. Fairchild Industries rachète alors Swearingen Aircraft et produit l'essentiel des 1 053 Swearingen Merlin et Metro livrés jusqu’en 1998.
Durant cette période Ed Swearingen, resté à la tête de l’entreprise, devenue Swearingen Aircraft Corporation en 1973, poursuit ses travaux de consultant pour divers constructeurs. Il modifie en particulier le Lockheed JetStar, dont l’autonomie est accrue de 1 800 km sans augmentation des réservoirs en l’équipant de réacteurs TFE-731.
Le 1er mai 1982 Ed Swearingen quitte ses fonctions chez Fairchild, dessine le biplace Swearingen SX-300, vendu en kit aux constructeurs amateurs entre 1984 et 1989, et en 1986 obtient le droit de conserver l’usage du nom commercial Swearingen. Il crée donc Swearingen Engineering and Technology Inc en 1987 pour développer un biréacteur d’affaire, le Swearingen SA30 Fanjet.
Ed Swearingen, qui ne dispose pas des finances nécessaires pour produire en série ce petit biréacteur d'affaires, s'associe initialement avec un investisseur texan, Doug Jaffe puis, sous la pression de Lockheed, qui souhaite vendre des F-16 à Taïwan, accepte un apport de capitaux taïwanais. L’entreprise devient Sino Swearingen Aircraft Company en 1995 mais la production du Sino Swearingen SJ30-2 stagne alors que le carnet de commandes se remplit. En juin 2008 Emirate Investment & Development Company de Dubaï rachète 80 % du capital, Sino Swearingen devient Emivest Aerospace, et dépose le bilan en octobre 2010 malgré un cahier de commandes dépassant les 300 exemplaires.

## Sources
1. 1 2 3 4 5 6  Airport Journals
2. ↑  By Shakir Husain, Staff Reporter, « Emivest to pump $1b into SSAC », Gulf News,‎ 17 septembre 2008 (lire en ligne, consulté le 15 août 2020).
3. ↑  http://www.bizjournals.com/sanantonio/news/2010/10/26/aircraft-manufacturer-emivest-files.html